# De schacht naar noord
De schacht naar noord is het zesde stripverhaal uit de Douwe Dabbert-serie. Het is geschreven door Thom Roep en getekend door Piet Wijn. Het verscheen in 1979 in afleveringen in het weekblad Donald Duck, in de nummers 26 t/m 41. De eerste albumuitgave was in datzelfde jaar. In 2015 is het verhaal opnieuw uitgegeven door Don Lawrence Collection.
Het verhaal is een rechtstreeks vervolg op De poort naar oost en vormt het tweede deel in een vierluik, waarvan De weg naar west en de De zee naar zuid de overige verhalen zijn.

## Het verhaal
Op een dag bevindt Douwe zich op een trekschuit in het gezelschap van een schipper, als plots een vreemde en onbeschofte man met een zwarte koets met enorme haast rakelings en roekeloos langs hen rijdt. Door zijn wegpiraterij krijgt hij even verderop pech. De opvarenden van de trekschuit, waaronder Douwe, helpen deze man weer op weg. Dan verklaart hij op zoek te zijn naar iemand die Douwe Dabbert heet. Douwe stapt naar voren en zegt dat hij dit zelf is. Daarop dwingt de man Douwe met een pistool om plaats te nemen in de koets. 
De koets rijdt ongeveer een dag lang onafgebroken voort. Het is voor Douwe te gevaarlijk om eruit te springen. De koets stopt uiteindelijk op een afgelegen plek, en de koetsier wijst waar Douwe naartoe moet lopen. Douwe herkent de omgeving vaag, en is verbaasd om even later het weer uit het woestijnzand bevrijde hutje van de heks Wredulia terug te zien. Hij treft Wredulia levend aan, maar ze is aan bed gekluisterd; ze heeft, om zichzelf van het woestijnzand te redden, al haar krachten opgeofferd. Hierdoor is ze van een jonge dame in een oude vrouw veranderd. Ze kan ook niet meer lopen, althans dit beweert ze. Ze smeekt Douwe op zoek te gaan naar iets in het noorden dat haar in ieder geval haar lichamelijke kracht kan teruggeven, en belooft dat er verder niets anders zal gebeuren. Wredulia lijkt er zo slecht aan toe dat Douwe ondanks hevige aarzeling uiteindelijk zwicht. 
Wredulia blijkt Douwe echter opnieuw te bedriegen; ze kan met een stok nog wel lopen en ook haar toverkracht is ze niet helemaal kwijt, onder andere haar kristallen bol doet het nog. Haar echte bedoeling is om met haar volledig herstelde toverkracht straks wraak te nemen als Douwe haar het gevraagde brengt.
Douwe moet eerst door een schacht naar boven. Uit zijn knapzak haalt hij een tovertouw dat recht gaat staan, en klimt dan naar boven. Met een sprong is hij daarna hij ineens op de Noordpool. Hij is niet gekleed op de kou en wil meteen terug, doch de toegang is alweer dichtgevroren. Hij moet dus wel verder. Even later komt hij zowaar een dodo tegen, die blijkbaar ook naar iets op zoek is, misschien wel hetzelfde als Douwe. Douwe begrijpt niet hoe een Dodo op de Noordpool beland is. De Dodo wordt Douwes metgezel en samen beleven ze tijdens hun tocht allerlei hachelijke avonturen. Ze reizen zelfs op een walvis. Zo ontmoeten ze  een groep Eskimo's, die Douwe daarom aanzien voor een machtig heer. De Eskimo's helpen hen verder op weg te gaan.  Uiteindelijk vinden ze datgene waar ze allebei naar op zoek waren: bij de berg van het noorderlicht is in een hoge ijspilaar een bevroren dodo-ei dat geheel in ijs bewaard is gebleven. Vermoedelijk is dit het allerlaatste dodo-ei dat er is, en daarom zal het dus veel kracht bezitten.
Douwe en Dodo belanden uiteindelijk terug op de bodem van de schacht. Douwe verliest het bewustzijn. Wredulia bindt Douwe vast en maakt zich meester van het ei, maar ze heeft Dodo niet opgemerkt . Als Douwe bijkomt beseft hij welk misleidend spel Wredulia heeft gespeeld. Wredulia legt uit dat alle dodo's intussen uitgestorven zijn, waardoor alle dodo-kracht nu in dit ene ei is gaan zitten. Ze gelooft Douwe niet als die vertelt dat hij in het Noorden een levende dodo heeft gezien. Ze wil bewijzen dat het ei haar krachten geeft, maar er gebeurt vervolgens niets; blijkbaar zijn er toch nog een of enkele dodo's in leven, waardoor het ei nu maar een fractie van zijn eigenlijke kracht heeft. Ze strompelt zwaar teleurgesteld weg.  
De dodo, die met Douwe is meegekomen, bevrijdt Douwe. Hij is verrast Dodo terug te zien. Ze lopen de brug naar west op, maar worden opgemerkt door Wredulia, die Douwe smeekt de dodo aan haar te geven zodat ze die kan doden. Als Douwe dit weigert en ze allebei snel doorlopen, gooit Wredulia het ei op de brug richting west. Het gevolg is een grote ontploffing, waardoor een groot deel uit de brug achter Douwe en Dodo wordt geslagen.  Hierdoor valt de scheiding tussen west en zuid weg en is de weg terug voorlopig afgesloten. Door de explosie ontstaat er bovendien een grote draaikolk, die Wredulia meesleurt; zodoende komt ze als gevolg van haar eigen ultieme wraakactie om het leven.
Douwe en Dodo rennen verder op het restant van de brug, en gaan zo het volgende avontuur in. Ze gaan nu op zoek naar een metgezel voor Dodo, ergens in het westen, in de hoop daar nog andere levende dodo's aan te treffen zodat Dodo alsnog voor nageslacht kan zorgen. Dit vormt de opmaat naar het volgende verhaal, De weg naar west. Douwe zal dus op een andere manier terug moeten, via de grot, maar Wredulia heeft gezegd dat de weg zich vanzelf wijst.

### Educatieve onderwerpen
- Trekschuit, vervoer in ongeveer de 17e eeuw
- Het leven in ongeveer de 17e eeuw
- De Noordpool / het Noorderlicht
- Uitgestorven diersoort (Dodo)
- Eskimo's